# Bungō Stray Dogs
Bungō Stray Dogs (яп. 文豪ストレイドッグス, Бунґо: Суторей Доґґусу, досл. укр. «Бродячі пси літератури») — манґа, написана Асаґірі Кафкою і проілюстрована Харукавою Санґо. Випускається в журналі Young Ace з 2012 року. Аніме-адаптація була розділена на дві частини: прем'єра першої відбулася 7 квітня 2016 року, а другої 6 жовтня 2016 року. Прем'єра повнометражного фільму з підзаголовком «Dead Apple» (яп. デッドアップル, укр. «Мертве яблуко») відбулася 3 березня 2018 року. Третій сезон транслювався з квітня по червень 2019 року, четвертий — з січня по березень 2023. Анонс п'ятого сезону відбувся 29 березня 2023 року, перша серія анонсована на 12 липня.

## Сюжет
Історія зосереджується на людях, які обдаровані надприродними силами та використовують їх для різних цілей, включаючи проведення бізнесу, рішення таємниць і виконання місій, призначених мафією. Історія в основному розповідає про співробітників «Озброєного детективного агентства» та їх повсякденне життя.
Більшість персонажів носять імена та особистості відомих письменників і поетів XIX—XX століть, наприклад Накаджіма Ацуші, Рюноске Акутаґава, Осаму Дадзай, Накахара Чюя, Фьодор Достоєвський, Рампо Едоґава, Едґар Алан По, Френсіс Скотт Фіцджеральд, Марк Твен, Кенджі Міядзава, Доппо Кунікіда, Акіко Йосано, Микола Гоголь тощо.

## Аніме
Створенням аніме-адаптації займалася студія Bones, режисером став Такуя Іґараші, а сценаристом Еджі Енокідо. Режисерами анімації стали Арай Нобухіро і Хіроші Канно, дизайном персонажів займався Ре Хірата. Юміко Кондо є артдиректором, Юкарі Ґото колірним дизайнером, і Шіґеру Нішіяма редактором.
Серіал розділили на дві частини, які мають 12 епізодів кожний. Прем'єра першого сезону відбулася 7 квітня 2016 року і закінчилася 23 червня 2016, показ другого сезону розпочався 6 жовтня 2016 року і закінчився 22 грудня 2016. Трансляція відбувалася на телеканалах Tokyo MX, TVS, CTC, TVK, GBS, SUN, TVQ Kyushu, і BS11.
OVA вийшла як додатковий 25 епізод 4 серпня 2017 року, як бонус до ексклюзивного обмеженого видання тринадцятого тому манґи.

## Розвиток
Манґа виникла з ідеї Асаґірі Кафки зібрати кількох добре відомих письменників і поетів та намалювати їх як молодих людей і підлітків з надприродними здібностями. Харукава Санґо надав Асаґірі дизайни, які допомогли письменникові легше писати оповідання.
Асаґірі заявив, що проекти Ацуші та Дадзая були створені для контрасту один з одним, хоча були деякі зміни, зроблені під час створення серіалу. Окрім загального оповідання, створеного через манґу, Асаґірі також писав легкі романи, які були орієнтовані на випадкових читачів. Легкі романи також були написані з ідеєю випускати більше книг на рік.
Життя багатьох письменників надихнули Асаґірі, особливо дружба Осаму Дадзая, Анґо Сакагучі та Сакуносуке Оди.